# Lennart Duvsjö
Carl-Lennart Duvsjö, född 13 oktober 1944 i Bromma, är en svensk sångare.
Duvsjö är uppvuxen i Älvsjö (Giggvägen). Han sjöng ofta i Harlem på Nalen under 1960-talet. 

## Melodier på Svensktoppen
- "Sjung om kärlek" - 1970
- "Inga blommor finns det mer" - 1970
- "En kväll som den här" - 1971

## Filmografi
- 1971 – 47:an Löken
- 1978 – Man måste ju leva...